# Bush Island
Bush Island är en ö i Kanada.   Den ligger i territoriet Nunavut, i den östra delen av landet, 1 800 km nordost om huvudstaden Ottawa.
Trakten runt Bush Island består i huvudsak av gräsmarker. Trakten runt Bush Island är nära nog obefolkad, med mindre än två invånare per kvadratkilometer.